# Coupe de la Ligue portugaise de football 2009-2010
Navigation
Coupe de la Ligue 2008-2009 Coupe de la Ligue 2010-2011
La coupe de la ligue portugaise de football 2009-2010 (pt : Taça da liga), est la troisième édition de la coupe de la Ligue portugaise de football. Elle se déroule selon le même format que celui de l'année précédente. Les 16 équipes de première division (Primera Liga) et les 16 équipes de deuxième division (Liga de Honra) participent à cette compétition soit 32 équipes.
La compétition est remportée par le SL Benfica qui bat en finale le FC Porto sur le score de trois buts à zéro.

## Déroulement de la compétition

### Calendrier
| Tour | Nom            | Date                                                                | Participants    |
| 1    | Premier tour   | 1, 2, 8 et 9 août 2009                                              | 16              |
| 2    | Deuxième tour  | 6 et 23 septembre, 10 et 28 octobre, 11, 15, 18 et 22 novembre 2009 | 18 (8+10 de PL) |
| 3    | Troisième tour | 3, 5, 13 et 23 janvier 2010                                         | 12 (6+6 de PL)  |
| 4    | Demi-finales   | 9 et 10 février 2010                                                | 4               |
| 5    | Finale         | 21 mars 2010                                                        | 2               |

### Participants
- Entre parenthèses, figure le classement de la saison dernière

| Clubs de Primera Liga (16)                | Clubs de Liga de Honra (16)                |
| arrivent au 3e tour                       | arrivent au 1er tour (têtes de séries)     |
| ----------------------------------------- | ------------------------------------------ |
| Porto (1er PL)                            | Trofense (16e PL)                          |
| Sporting CP (2e PL)                       | Santa Clara (3e LH)                        |
| Benfica (3e PL)                           | Estoril-Praia (4e LH)                      |
| Nacional (4e PL)                          | Feirense (5e LH)                           |
| Sp. Braga (5e PL)                         | Freamunde (6e LH)                          |
| Leixões (6e PL)                           | Covilhã (7e LH)                            |
| arrivent au 2e tour (têtes de séries)     | Varzim (8e LH)                             |
| Académica (7e PL)                         | Gil Vicente (9e LH)                        |
| V. Guimarães (8e PL)                      | arrivent au 1er tour (non-têtes de séries) |
| Marítimo (9e PL)                          | Desportivo das Aves (11e LH)               |
| Paços de Ferreira (10e PL)                | Beira-Mar (12e LH)                         |
| Rio Ave (12e PL)                          | Portimonense (13e LH)                      |
| Naval (13e PL)                            | Oliveirense (14e LH)                       |
| arrivent au 2e tour (non-têtes de séries) | Fátima (Champ. IID)                        |
| Vitória de Setúbal (14e PL)               | Chaves (Fin. IID)                          |
| Belenenses (15e PL)                       | Boavista (15e LH) Carregado (DF IID)       |
| Olhanense (1er LH)                        | ? Penafiel (DF IID)                        |
| União de Leiria (2e LH)                   |                                            |

Légende : (PL) = Primera Liga, (LH) = Liga de Honra, (IID) = II Divisão

## Premier tour

### Format
- Ce premier tour est joué entre les 16 équipes de deuxième division[3].
- Les rencontres sont disputées les 1, 2, 8 et 9 août 2009.
- Ce tour se dispute par matchs aller-retour.
- En cas d'égalité à l'issue des deux matchs, il n'y a pas de prolongation et la qualification se joue lors de la séance de tirs au but.

### Tirage au sort
- Il est effectué le 8 juillet 2009 en même temps que celui du deuxième tour[4].
- Les équipes sont réparties en deux pots : 
  - Dans le Pot A, se trouvent le relégué de la saison précédente de Primera Liga (l'Estrela da Amadora présent la saison précédente dans cette division est dissous pour problèmes financiers) ainsi que les équipes ayant terminé entre la 3e et la 9e place lors de la saison précédente de Liga de Honra.
  - Dans le Pot B, se trouvent les équipes ayant terminé entre la 11e et la 14e place lors de la saison précédente de deuxième division ainsi que les promus issus de la II Divisão.
- Les équipes du Pot A se déplacent au match aller chez les équipes du Pot B avant de les recevoir au retour.

| Pot A         | Pot B               |
| ------------- | ------------------- |
| Trofense      | Desportivo das Aves |
| Santa Clara   | Beira-Mar           |
| Estoril-Praia | Portimonense        |
| Feirense      | Oliveirense         |
| Freamunde     | Chaves              |
| Covilhã       | Fátima              |
| Varzim        | Boavista Carregado  |
| Gil Vicente   | Penafiel            |

### Résultats
| Numéro | Dates       | Club              | Aller | Cumul              | Retour | Club               |
| ------ | ----------- | ----------------- | ----- | ------------------ | ------ | ------------------ |
| 1      | 2 et 9 août | (LH) Carregado    | 0 - 1 | 1 - 2              | 1 - 1  | Covilhã (LH)       |
| 2      | 2 et 8 août | (LH) Aves         | 1 - 1 | 1 - 2              | 0 - 1  | Estoril-Praia (LH) |
| 3      | 2 et 9 août | (LH) Beira-Mar    | 5 - 1 | 5 - 4              | 0 - 3  | Freamunde (LH)     |
| 4      | 1 et 8 août | (LH) Oliveirense  | 0 - 1 | 0 - 1              | 0 - 0  | Gil Vicente (LH)   |
| 5      | 2 et 8 août | (LH) Fátima       | 2 - 0 | 2 - 1              | 2 - 1  | Varzim (LH)        |
| 6      | 2 et 9 août | (LH) Chaves       | 1 - 0 | 3 - 3 (2-4 t.a.b.) | 2 - 3  | Santa Clara (LH)   |
| 7      | 1 et 9 août | (LH) Portimonense | 1 - 1 | 1 - 1 (6-5 t.a.b.) | 0 - 0  | Feirense (LH)      |
| 8      | 2 et 9 août | (LH) Penafiel     | 2 - 0 | 2 - 2 (2-3 t.a.b.) | 0 - 2  | Trofense (LH)      |

Légende : (LH) = Liga de Honra

## Deuxième tour

### Format
- Ce deuxième tour est joué entre les équipes qualifiées du premier tour, les huit clubs de Primera Liga 2008-2009 (première division) classés de la septième à la quinzième place et les deux équipes promues de Liga de Honra 2008-2009 (deuxième division)[3].
- Les rencontres sont disputées les 6 et 23 septembre, 10 et 28 octobre, 11, 15, 18 et 22 novembre 2009.
- Ce tour se dispute sous forme de poules de trois équipes. Chaque équipe reçoit et se déplace une fois. L'ordre des matchs est le suivant :
  - Match 1 : L'équipe 1 reçoit l'équipe 2
  - Match 2 : L'équipe 2 reçoit l'équipe 3
  - Match 3 : L'équipe 3 reçoit l'équipe 1.
- Le premier de chaque poule est qualifié pour le tour suivant.
- En cas d'égalité, les critères suivants sont utilisés :

1. Différence de buts
2. Nombre de buts marqués
3. Plus petit âge moyen des joueurs utilisés[3].

### Tirage au sort
- Il est effectué le 8 juillet 2009 en même temps que celui du premier tour[4].
- Les équipes sont réparties en deux pots : 
  - Dans le Pot A, se trouvent les équipes classées de la 7e à la 13e place (sauf le 11e l'Estrela da Amadora présent la saison précédente dans cette division mais dissous pour problèmes financiers) lors de la saison précédente de Primera Liga. Ces équipes sont déjà affectées à leur poule. Ainsi, le 7e est placé dans la poule A, le 8e est placé dans la poule B et ainsi de suite jusqu'à la poule F. Ces équipes se voient attribuer le numéro 1.
  - Dans le Pot B, se trouvent toutes les autres équipes.
- Chaque poule est donc formée d'une équipe du Pot A et deux équipes du pot B.

| Pot A             | Pot B                      | Pot B                       |
| ----------------- | -------------------------- | --------------------------- |
| Académica         | Vitória de Setúbal         | Olhanense                   |
| V. Guimarães      | Belenenses                 | União de Leiria             |
| Marítimo          | Vainqueur 1 (Covilhã)      | Vainqueur 2 (Estoril-Praia) |
| Paços de Ferreira | Vainqueur 3 (Beira-Mar)    | Vainqueur 4 (Gil Vicente)   |
| Rio Ave           | Vainqueur 5 (Fátima)       | Vainqueur 6 (Santa Clara)   |
| Naval             | Vainqueur 7 (Portimonense) | Vainqueur 8 (Trofense)      |

| # | Groupe A                   | Groupe B              | Groupe C               | Groupe D                    | Groupe E                  | Groupe F                  |
| - | -------------------------- | --------------------- | ---------------------- | --------------------------- | ------------------------- | ------------------------- |
| 1 | Académica                  | V. Guimarães          | Marítimo               | Paços de Ferreira           | Rio Ave                   | Naval                     |
| 2 | Vainqueur 3 (Beira-Mar)    | Vainqueur 1 (Covilhã) | Vainqueur 8 (Trofense) | Vainqueur 2 (Estoril-Praia) | Belenenses                | Vainqueur 6 (Santa Clara) |
| 3 | Vainqueur 7 (Portimonense) | Vitória de Setúbal    | Vainqueur 5 (Fátima)   | Olhanense                   | Vainqueur 4 (Gil Vicente) | União de Leiria           |

### Résultats

#### Groupe A
Source : ligaportugal.pt
| Rang | Équipe            | Pts | J | G | N | P | Bp | Bc | Diff |  | Résultats (▼ dom., ► ext.) | Aca | Por | Bei |
| ---- | ----------------- | --- | - | - | - | - | -- | -- | ---- |  | -------------------------- | --- | --- | --- |
| 1    | Académica (PL)    | 2   | 2 | 0 | 2 | 0 | 0  | 0  | 0    |  | Académica                  |     |     | 0-0 |
| 2    | Portimonense (LH) | 2   | 2 | 0 | 2 | 0 | 0  | 0  | 0    |  | Portimonense               | 0-0 |     |     |
| 3    | Beira-Mar (LH)    | 2   | 2 | 0 | 2 | 0 | 0  | 0  | 0    |  | Beira-Mar                  |     | 0-0 |     |

Légende : (PL) = Primera Liga, (LH) = Liga de Honra

#### Groupe B
Source : ligaportugal.pt
| Rang | Équipe                 | Pts | J | G | N | P | Bp | Bc | Diff |  | Résultats (▼ dom., ► ext.) | Gui | Cov | Set |
| ---- | ---------------------- | --- | - | - | - | - | -- | -- | ---- |  | -------------------------- | --- | --- | --- |
| 1    | Vitória Guimarães (PL) | 6   | 2 | 2 | 0 | 0 | 4  | 1  | +3   |  | Guimarães                  |     | 2-0 |     |
| 2    | Covilhã (LH)           | 3   | 2 | 1 | 0 | 1 | 2  | 2  | 0    |  | Covilhã                    |     |     | 2-0 |
| 3    | Vitória Setúbal (PL)   | 0   | 2 | 0 | 0 | 2 | 1  | 4  | -3   |  | Setúbal                    | 1-2 |     |     |

Légende : (PL) = Primera Liga, (LH) = Liga de Honra

#### Groupe C
Source : ligaportugal.pt
| Rang | Équipe        | Pts | J | G | N | P | Bp | Bc | Diff |  | Résultats (▼ dom., ► ext.) | Tro | Fát | Mar |
| ---- | ------------- | --- | - | - | - | - | -- | -- | ---- |  | -------------------------- | --- | --- | --- |
| 1    | Trofense (LH) | 4   | 2 | 1 | 1 | 0 | 4  | 1  | +3   |  | Trofense                   |     | 3-1 |     |
| 2    | Fátima (LH)   | 3   | 2 | 1 | 0 | 1 | 2  | 4  | -2   |  | Fátima                     |     |     | 2-1 |
| 3    | Marítimo (PL) | 1   | 2 | 0 | 1 | 1 | 2  | 3  | -1   |  | Marítimo                   | 1-1 |     |     |

Légende : (PL) = Primera Liga, (LH) = Liga de Honra

#### Groupe D
Source : ligaportugal.pt
| Rang | Équipe                 | Pts | J | G | N | P | Bp | Bc | Diff |  | Résultats (▼ dom., ► ext.) | Est | Paç | Olh |
| ---- | ---------------------- | --- | - | - | - | - | -- | -- | ---- |  | -------------------------- | --- | --- | --- |
| 1    | Estoril-Praia (LH)     | 4   | 2 | 1 | 1 | 0 | 2  | 0  | +2   |  | Estoril-Praia              |     |     | 2-0 |
| 2    | Paços de Ferreira (PL) | 4   | 2 | 1 | 1 | 0 | 1  | 0  | +1   |  | Paços de Ferreira          | 0-0 |     |     |
| 3    | Olhanense (PL)         | 0   | 2 | 0 | 0 | 2 | 0  | 3  | -3   |  | Olhanense                  |     | 0-1 |     |

Légende : (PL) = Primera Liga, (LH) = Liga de Honra

#### Groupe E
Source : ligaportugal.pt
| Rang | Équipe           | Pts | J | G | N | P | Bp | Bc | Diff |  | Résultats (▼ dom., ► ext.) | Rio | Gil | Bel |
| ---- | ---------------- | --- | - | - | - | - | -- | -- | ---- |  | -------------------------- | --- | --- | --- |
| 1    | Rio Ave (PL)     | 4   | 2 | 1 | 1 | 0 | 1  | 0  | +1   |  | Rio Ave                    |     |     | 1-0 |
| 2    | Gil Vicente (LH) | 2   | 2 | 0 | 2 | 0 | 1  | 1  | 0    |  | Gil Vicente                | 0-0 |     |     |
| 3    | Belenenses (PL)  | 1   | 2 | 0 | 1 | 1 | 1  | 2  | -1   |  | Belenenses                 |     | 1-1 |     |

Légende : (PL) = Primera Liga, (LH) = Liga de Honra

#### Groupe F
Source : ligaportugal.pt
| Rang | Équipe           | Pts | J | G | N | P | Bp | Bc | Diff |  | Résultats (▼ dom., ► ext.) | Lei | Nav | San |
| ---- | ---------------- | --- | - | - | - | - | -- | -- | ---- |  | -------------------------- | --- | --- | --- |
| 1    | Leiria (PL)      | 4   | 2 | 1 | 1 | 0 | 3  | 2  | +1   |  | Leiria                     |     | 1-1 |     |
| 2    | Naval (PL)       | 2   | 2 | 0 | 2 | 0 | 2  | 2  | 0    |  | Naval                      |     |     | 1-1 |
| 3    | Santa Clara (LH) | 1   | 2 | 0 | 1 | 1 | 2  | 3  | -1   |  | Santa Clara                | 1-2 |     |     |

Légende : (PL) = Primera Liga, (LH) = Liga de Honra

## Troisième tour

### Format
- Ce troisième tour est joué avec les équipes qualifiées du second tour et les six premiers de la Primera Liga 2008-2009.
- Les rencontres sont disputées les 3, 5, 13 et 23 janvier 2010.
- Ce tour se dispute sous forme de poules de quatre équipes. Chaque équipe joue trois matchs. Les clubs entrants lors de ce tour jouent deux matchs à domicile, les autres un seul. L'ordre des matchs est le suivant :
  - Journée 1 : L'équipe 1 reçoit l'équipe 2 et l'équipe 3 reçoit l'équipe 4
  - Journée 2 : L'équipe 2 reçoit l'équipe 3 et l'équipe 4 reçoit l'équipe 1
  - Journée 3 : L'équipe 1 reçoit l'équipe 3 et l'équipe 2 reçoit l'équipe 4.
- Les vainqueurs de poules et le meilleur deuxième sont qualifiés pour le tour suivant.
- En cas d'égalité, les critères suivants sont utilisés :

1. Différence de buts
2. Nombre de buts marqués
3. Plus petit âge moyen des joueurs utilisés[3].

### Tirage au sort
- Il est effectué le 24 novembre 2009[6].
- Les équipes sont réparties de la façon suivante : 
  - Dans le groupe A, se trouvent les équipes classées 1re et 6e lors de la saison précédente de Primera Liga. Ces équipes sont respectivement numérotées 1 et 2.
  - Dans le groupe B, se trouvent les équipes classées 2e et 5e lors de la saison précédente de Primera Liga. Ces équipes sont respectivement numérotées 1 et 2.
  - Dans le groupe C, se trouvent les équipes classées 3e et 4e lors de la saison précédente de Primera Liga. Ces équipes sont respectivement numérotées 1 et 2.
  - Les six équipes qualifiées du second tour sont réparties par tirage au sort à raison de deux équipes par poule[3].

| # | Groupe A      | Groupe B    | Groupe C          |
| - | ------------- | ----------- | ----------------- |
| 1 | Porto         | Sporting CP | Benfica           |
| 2 | Leixões       | Braga       | Nacional          |
| 3 | Estoril-Praia | Trofense    | Rio Ave           |
| 4 | Académica     | Leiria      | Vitória Guimarães |

### Résultats

#### Groupe A
Source : www.ligaportugal.pt
| Rang | Équipe             | Pts | J | G | N | P | Bp | Bc | Diff |  | Résultats (▼ dom., ► ext.) | Por | Aca | Lei | Est |
| ---- | ------------------ | --- | - | - | - | - | -- | -- | ---- |  | -------------------------- | --- | --- | --- | --- |
| 1    | FC Porto (PL)      | 7   | 3 | 2 | 1 | 0 | 3  | 0  | +3   |  | FC Porto                   |     |     | 1-0 |     |
| 2    | Académica (PL)     | 7   | 3 | 2 | 1 | 0 | 3  | 1  | +2   |  | Académica                  | 0-0 |     |     | 2-1 |
| 3    | Leixões (PL)       | 1   | 3 | 0 | 1 | 2 | 1  | 3  | -2   |  | Leixões                    |     | 0-1 |     |     |
| 4    | Estoril-Praia (LH) | 1   | 3 | 0 | 1 | 2 | 2  | 5  | -3   |  | Estoril                    | 0-2 |     | 1-1 |     |

Légende : (PL) = Primera Liga, (LH) = Liga de Honra

#### Groupe B
Source : www.ligaportugal.pt
| Rang | Équipe           | Pts | J | G | N | P | Bp | Bc | Diff |  | Résultats (▼ dom., ► ext.) | Spo | Tro | Bra | Lei |
| ---- | ---------------- | --- | - | - | - | - | -- | -- | ---- |  | -------------------------- | --- | --- | --- | --- |
| 1    | Sporting CP (PL) | 9   | 3 | 3 | 0 | 0 | 5  | 2  | +3   |  | Sporting CP                |     |     | 2-1 |     |
| 2    | Trofense (LH)    | 4   | 3 | 1 | 1 | 1 | 2  | 2  | 0    |  | Trofense                   | 0-1 |     | 1-0 |     |
| 3    | Braga (PL)       | 3   | 3 | 1 | 0 | 2 | 5  | 4  | +1   |  | Braga                      |     |     |     | 4-1 |
| 4    | Leiria (PL)      | 1   | 3 | 0 | 1 | 2 | 3  | 7  | -4   |  | Leiria                     | 1-2 | 1-1 |     |     |

Légende : (PL) = Primera Liga, (LH) = Liga de Honra

#### Groupe C
Source : www.ligaportugal.pt
| Rang | Équipe                 | Pts | J | G | N | P | Bp | Bc | Diff |  | Résultats (▼ dom., ► ext.) | Ben | Rio | Nac | V.Gui |
| ---- | ---------------------- | --- | - | - | - | - | -- | -- | ---- |  | -------------------------- | --- | --- | --- | ----- |
| 1    | Benfica (PL)           | 7   | 3 | 2 | 1 | 0 | 4  | 2  | +2   |  | Benfica                    |     |     | 1-0 |       |
| 2    | Rio Ave (PL)           | 4   | 3 | 1 | 1 | 1 | 4  | 4  | 0    |  | Rio Ave                    | 1-2 |     | 1-1 |       |
| 3    | Nacional (PL)          | 4   | 3 | 1 | 1 | 1 | 2  | 2  | 0    |  | Nacional                   |     |     |     | 1-0   |
| 4    | Vitória Guimarães (PL) | 3   | 3 | 0 | 1 | 2 | 2  | 4  | -2   |  | Guimarães                  | 1-1 | 1-2 |     |       |

Légende : (PL) = Primera Liga

## Phase finale

### Demi-finales

#### Format
- Les demi-finales ont lieu les 9 et 10 février 2010.
- En cas d'égalité à l'issue du match, une séance de tirs au but est disputée[3].

#### Tirage au sort
- Le tirage au sort a lieu le 26 janvier 2010.
- Dans chacune des rencontres tirées au sort, l'équipe qui a le meilleur bilan lors de la phase précédente reçoit en demi-finale.

#### Résultats
| 9 février 2010 | Sporting CP                                                                                     | 1 - 4   | SL Benfica                                                                               | Estádio José Alvalade XXI, Lisbonne                   |                                                       |
|                | João Pereira 6e · Liédson 36e · Ferreira 50e · Silva 60e · Mendes 61e · Liédson 71e · Grimi 71e | (1 - 2) | David Luiz 7e · Ramires 29e · Javi García 34e · Ramires 62e · Luisão 67e · Cardozo 90+4e | Spectateurs : 30 081 Arbitrage : Olegário Benquerença | Spectateurs : 30 081 Arbitrage : Olegário Benquerença |
|                | Rapport                                                                                         |         |                                                                                          | Spectateurs : 30 081 Arbitrage : Olegário Benquerença | Spectateurs : 30 081 Arbitrage : Olegário Benquerença |

| 10 février 2010 | FC Porto                               | 1 - 0   | Académica                                                | Estádio do Dragão, Porto                       |                                                |
|                 | Pereira 26e · Guarín 56e · Mariano 82e | (0 - 0) | Vouho 45+1e · Ribeiro 80e · Ricardo 90e · Pedrinho 90+3e | Spectateurs : 22 702 Arbitrage : Pedro Proença | Spectateurs : 22 702 Arbitrage : Pedro Proença |
|                 | Rapport                                |         |                                                          | Spectateurs : 22 702 Arbitrage : Pedro Proença | Spectateurs : 22 702 Arbitrage : Pedro Proença |

### Finale

#### Format
- Elle se déroule le 21 mars 2009 à l'Estádio Algarve à Faro.
- En cas d'égalité à l'issue du match, une séance de tirs au but est disputée[3].

#### Résultat
| 21 mars 2010 | SL Benfica                                                                                                | 3 - 0   | FC Porto                                               | Estádio Algarve, Faro                        |                                              |
|              | Amorim 10e · Maxi Pereira 38e · C. Martins 44e · Aimar 45+1e · Coentrão 84e · Ramires 89e · Cardozo 90+2e | (2 - 0) | Lopes 10e · Belluschi 37e · Alves 45+1e · Meireles 51e | Spectateurs : 23 430 Arbitrage : Jorge Sousa | Spectateurs : 23 430 Arbitrage : Jorge Sousa |
|              | Rapport                                                                                                   |         |                                                        | Spectateurs : 23 430 Arbitrage : Jorge Sousa | Spectateurs : 23 430 Arbitrage : Jorge Sousa |